# Rhacophorus poecilonotus
Rhacophorus poecilonotus är en groddjursart som beskrevs av George Albert Boulenger 1920. Rhacophorus poecilonotus ingår i släktet Rhacophorus och familjen trädgrodor. IUCN kategoriserar arten globalt som otillräckligt studerad. Inga underarter finns listade i Catalogue of Life.